# Erdélyi Zoltán (hegedűművész)
Erdélyi Zoltán (Nyíregyháza, 1965. január 9. –) hegedűművész.
Debrecenben, a Kodály Zoltán Zeneművészeti Szakközépiskolában érettségizett. 1983-tól a Zeneakadémiára járt, vonóstriójával nagy sikereket ért el, így fordult meg a Zeneakadémia színeiben többek között Helsinkiben, ill. Moszkvában. 1988-ban kapott kamaraművész és szakközépiskolai hegedű-tanári diplomát.
1987-ben lett a Pécsi Szimfonikus Zenekar brácsaszólamának vezetője, majd 1991 óta (kisebb ('94-'97 közötti) megszakításokkal) a zenekar koncertmestere. 1986-tól 1992-ig a Budapesti Fesztivál Zenekar tagja.
1987-től 2002-ig a Pécsi Művészeti Szakközépiskola hegedűtanára, 1994-től pedig a Pécsi Tudományegyetemen hegedűtanár, 1995-től az egyetem adjunktusa.
1992-ben megalapította Sopianae Vonósnégyest. Ezen kívül részt vesz még egyéb kamarazenekarok, mint például a Weiner-Szász, ill. Orfeo munkájában.